# 霸菱銀行
霸菱銀行（英語：Barings Bank），是英國歷史最悠久的銀行之一，於1762年在倫敦開業，創辦人為法蘭西斯·霸菱爵士。
霸菱銀行因從事國際貿易融資而致富，在英國擔當重要的角色，英國女王伊利莎伯二世亦曾經為其客戶之一。 霸菱銀行從來未在倫敦證券交易所上市，資產所有權全在高級管理層及慈善基金會的手上。

## 歷史

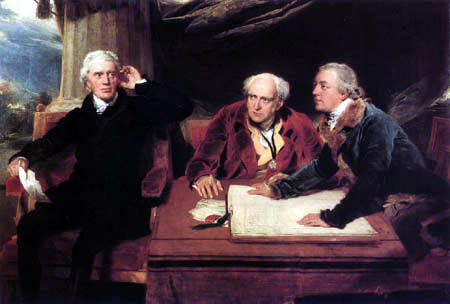
法蘭西斯·霸菱爵士（左）

霸菱銀行由法蘭西斯·霸菱爵士創立於1762年，當時該銀行名為「約翰和法蘭西斯·霸菱公司」，法蘭西斯·霸菱爵士是約翰·霸菱的兒子，該家族起源於德國的不来梅，卻居住於德國及英格蘭兩地。
1806年，法蘭西斯·霸菱爵士的兒子亞歷山大·霸菱加入該公司並與Hope & Co的倫敦辦事處合併，改名為「霸菱兄弟公司」（Baring Brothers & Co）。當時，亞歷山大·霸菱在Hope & Co與Henry Hope一同工作。
在亞歷山大·霸菱領導霸菱銀行時期，該銀行參予了一宗非常重要而深遠的交易：向英國政府提供融資對抗拿破侖。從1798年至1814年間，當時英法兩國正進行戰爭，亞歷山大·霸菱為英國首相小皮特提供擔保，使國家有足夠的軍費來支持漫長的戰爭。
同一時間，1803年，霸菱銀行曾提供融資協助美國政府向法國進行路易斯安納購地。這筆交易間接資助了拿破侖的軍費。技術上，美國並非向法國直接購買，而是向霸菱兄弟公司及Hope & Co．。美國以國家債券方式付款給霸菱，而拿破侖則以每$100有87.5%的折讓賣給霸菱。結果，拿破侖在這宗交易獲得現金$8,831,250。亞歷山大·霸菱先與法國的國庫署長François Barbé-Marbois在巴黎協商，再到美國取債券並回到法國付款。在此事件上，亞歷山大·霸菱雖被指責為法國籌募軍費，但他的原意是為新建立的美國總統湯瑪斯·傑佛遜擴張領土。
拿破侖在滑鐵盧之戰中戰敗後，霸菱銀行認為歐洲經濟將有賴於法國的財政狀況，因此在與英國外交大使商討後，霸菱銀行決定向法國提供巨額賠款的貸款。法國首相黎塞留及外交大臣夏尔·莫里斯·德塔列朗-佩里戈尔均認為該貸款是對歐洲和平的保證。1815年，維也納會議中的英國、法國、奧地利、普魯士及俄羅斯的代表均認為沒有霸菱銀行的擔保，就沒有一條具持久影響力的和平條約。
在19世紀初期至中期，霸菱銀行在國際金融界的地位如日中天。在1830年代後期至1840年代的歐洲，經濟蕭條，霸菱是歐洲大陸中規模最大的銀行。1839年，英倫銀行陷入財政危機，霸菱銀行的湯馬斯·霸菱協助支撐著央行。在1847年，該銀行在同樣情況下拯救了法兰西银行。但是，霸菱銀行在美國也有許多具影響性的交易。霸菱成為了當時聯邦政府及許多州政府的主要來往銀行。霸菱資助了美國銀行（當時美國的中央銀行）及許多當地的私人公司，以及當時發展中的美國鐵路事業。1848年，墨西哥戰爭後，霸菱安排融資協助美國向墨西哥政府購買得克萨斯州。在美國內戰期間，霸菱也協助美國政府向俄羅斯購買阿拉斯加州。雖然這宗交易被取笑為蘇厄德的愚蠢。（威廉.H.蘇厄德為林肯的內政部長），霸菱也預計到這筆收購的巨大潛力。
其後，霸菱銀行由於較為冒險的政策而過分認購阿根廷及烏拉圭的債務，致使陷入嚴重的財政危機，促成英國的1890年恐慌（Panic of 1890）。該銀行後來得到英倫銀行行長William Lidderdale所組成的財團拯救，危機得以化解。
自此，霸菱銀行作風變得嚴謹，並逐漸成為英國統治集團的一員。該行曾與英國國王乔治五世建立聯繫，開展了與英國皇室的緊密關係直至倒閉。（威爾斯王妃戴安娜正是霸菱家族其中一支的孫女。）霸菱家族的5位男性祖先更被追封為貴族，各人名號分別為：雷夫爾斯托克男爵、諾斯布魯克伯爵、亞希伯頓男爵、格倫戴爾的豪伊克男爵及克羅默伯爵。在這段時期，該銀行的嚴謹作風雖然阻礙了其在財經界的發展，但也因此作風而得以拒絕向在第一次世界大戰後復元的德國提供融資，避開了在經濟大衰退中其他英國銀行所經歷的巨額損失。
在第二次世界大戰期間，英國政府籍著霸菱銀行拍賣在美國及其他地方的資產，以應付軍費的開支。
1988年，霸菱更獲得伊利莎伯二世女王頒贈傑出成就獎。
1995年2月26日，霸菱銀行倒閉，其原因是一名在霸菱新加坡分行任職交易員的尼克·李森在衍生性金融商品進行超額交易投機失敗，導致損失14億美元。霸菱倒閉後，以1英鎊的象徵價格賣給荷蘭的ING集團，並成為該集團成員之一。霸菱銀行及後改名為「霸菱資產管理」，繼續在金融業立足。
1996年，ING集團宣布不再使用<霸菱>此一名稱，因為會造成不利效果。
2009年6月30日，上海霸菱投資管理有限公司于中國上海成立，為中國的投資者提供投資管理與諮詢服務。
2016年，美國萬通將 Barings 與多家金融公司合併，成立霸菱資產管理公司。

### 引用
1. ↑  David S. Landes <華麗家族> P52

### 书目
- Drummond, Helga. . London: Routledge. 2007. ISBN 978-0-415-39961-6.
- Fay, Stephen. . New York: W.W. Norton. 1997. ISBN 0-393-04055-0.
- Gapper, John; Denton, Nicholas. . London: Hamish Hamilton. 1995. ISBN 0-241-13699-7.
- Hunt, Luke; Heinrich, Karen. . Singapore: Butterworth-Heinemann Asia. 1996. ISBN 981-00-6802-6.
- Jacque, Laurent L. . Singapore: World Scientific. 2010. ISBN 978-981-283-770-7. Chapter 10: Barings, pp. 143–178.
- Leeson, Nicholas William; Whitley, Edward. . Boston: Little, Brown. 1996. ISBN 0-316-51856-5.
- Mezrich, Ben (2004). Ugly Americans. New York: HarperCollins. ISBN 0-06-057500-X.
- Rawnsley, Judith H.; Leeson, Nicholas William. . New York: Harper Business. 1995. ISBN 0-88730-781-7.
- Ziegler, Philip. . London: Collins. 1988. ISBN 0-00-217508-8.

## 外部連結
- The Baring Archive
- Official website of Nick Leeson （页面存档备份，存于）
- "The Collapse of Barings Bank"
- "The Collapse of Barings" （页面存档备份，存于） 纽约时报
- Sir Miles Rivett-Carnac, Bt （页面存档备份，存于） - Daily Telegraph obituary
- The story of Barings bank （页面存档备份，存于）
- Timeline of Barings bank （页面存档备份，存于）
- Barings - the people （页面存档备份，存于）